# Курбет (элемент акробатики)
Курбе́т (от фр. courbette — «скачок») — элемент акробатики, прыжок с ног на руки или со стойки на руках на ноги (вторая половина фляка). Возможно также выполнение двойного курбета (с прыжком на руки и толчком от рук на ноги в одном элементе). После курбета часто исполняют более сложные трюки, такие как фляк, сальто назад, бланш, пируэт назад.

## Выполнение
Курбет осваивается одновременно с переворотом вперёд. Из стойки на руках, сгибая ноги в коленных суставах и прогибаясь в грудной и поясничной частях, потерять равновесие в направлении передней поверхности тела. При этом важно почувствовать растягивание мышц передней поверхности тела, особенно мышц живота. В момент потери равновесия резко разогнуть ноги в коленных суставах, затормозить движение и, оттолкнувшись прямыми руками от пола (за счёт толчка в плечах), перейти в фазу полёта. Вслед за толчком руками резко согнуть прямые ноги в тазобедренных суставах и затормозить движение, сокращая мышцы задней поверхности тела. Оттолкнувшись, поднять руки вверх, закончить упражнение на носках прямых ног в положении, близком к прямому (руки вверху), и прыгнуть вверх.

## Основные ошибки
1. Отсутствует толчок руками;
2. Отсутствует фаза полёта;
3. Ноги разгибаются вверх, а не вниз (в пол);
4. Приземление на слишком расслабленные ноги.

## Разновидности

### Одиночное выполнение
1. В равновесие;
2. В шпагат;
3. На спину;
4. С поворотом;
5. 2 курбета подряд (курбет на ноги, в темпе, курбет в стойку).

### Парное и групповое выполнение
В парных и групповых упражнениях к группе курбетов относятся прыжки из стойки на руках в стойку ногами или из стойки ногами в стойку на руках с вращением пол-оборота, сгибаясь в начале движения и разгибаясь на приходе:
1. На плечи;
2. На прямые;
3. В равновесие;
4. С поворотом;
5. В поддержку под спину;
6. В стойку;
7. В стойку броском;
8. Прыжком в стойку с пола.